# إي أيه إف سي 24
إي أيه سبورتس إف سي 24 (بالإنجليزية: EA Sports FC 24) هي لعبة فيديو لمحاكاة كرة القدم تم تطويرها من قبل إي أيه فانكوفر و إي أيه رومانيا وتنشرها إلكترونيك آرتس بمثابة الدفعة الافتتاحية في سلسلة إيه أي إف سي بعد إنتهاء شراكة إلكترونيك آرتس مع فيفا، من المقرر إطلاق اللعبة عالميًا في 29 سبتمبر 2023 أجهزة الكمبيوتر الشخصية، نينتندو سويتش، بلاي ستيشن 4، بلاي ستيشن 5، جوجل ستاديا، إكس بوكس ون وإكس بوكس سيريس إكس/إس.، تدعم اللعبة 21 لغة، ومن بينها العربية.
غلاف الإصدار القياسي للعبة يضم مهاجم مانشستر سيتي آرلينغ هالاند. يحتوي غلاف الإصدار المطلق او النهائي من اللعبة على 31 لاعباً مبدعًا سابقًا وحاليًا من جميع أنحاء العالم. ومن بين هؤلاء اللاعبين فينيسيوس جونيور، وسامانثا كر، ومارتا، ورونالدينيو، وفيرجيل فان ديك، وسون هيونغ مين، وآرلينغ هالاند، وماركوس راشفورد، ويوهان كرويف، وجود بيلينغهام، وألكسندر إيساك، وزين الدين زيدان، وبيليه، وأندريا بيرلو، وديفيد بيكهام والخ...

## التراخيص
في 10 مايو 2022، أعلنت إلكترونيك آرتس و فيفا أن اتفاقية الترخيص طويلة الأجل الخاصة بهم ستنتهي عند إبرامها في 31 ديسمبر 2022، بعد تمديد لمدة عام واحد للسماح بإصدار فيفا 23. في نفس اليوم، أعلنت إلكترونيك آرتس أن امتياز لعبة فيديو كرة القدم فيفا سيتم تغيير علامتها التجارية تحت اسم إيه أي إف سي في عام 2023. على الرغم من إعادة التسمية، قالت الشركة في بيانها أن الامتياز الذي أعيدت تسميته سيحتفظ بتراخيص أكثر من 19000 لاعب، أكثر من 700 فريق وأكثر من 100 ملعب وأكثر من 30 بطولة. الرخص الجديدة تشمل الدوري الإسباني لكرة القدم للسيدات والدوري الألماني لكرة القدم للسيدات.
من ناحية أخرى، يخطط فيفا للدخول في شراكة مع شركة ألعاب فيديو مختلفة لجعلها "اللعبة الحقيقية الوحيدة التي تحمل اسم فيفا"، وفقًا لرئيس فيفا جياني إنفانتينو.
إي أيه إف سي 24 هي أيضًا أول لعبة في الامتياز تتضمن ترخيص جائزة الكرة الذهبية.